# Es-Stouh
Es-Stouh è un film del 2013 diretto da Merzak Allouache.